# منزل الميزان الذهبي

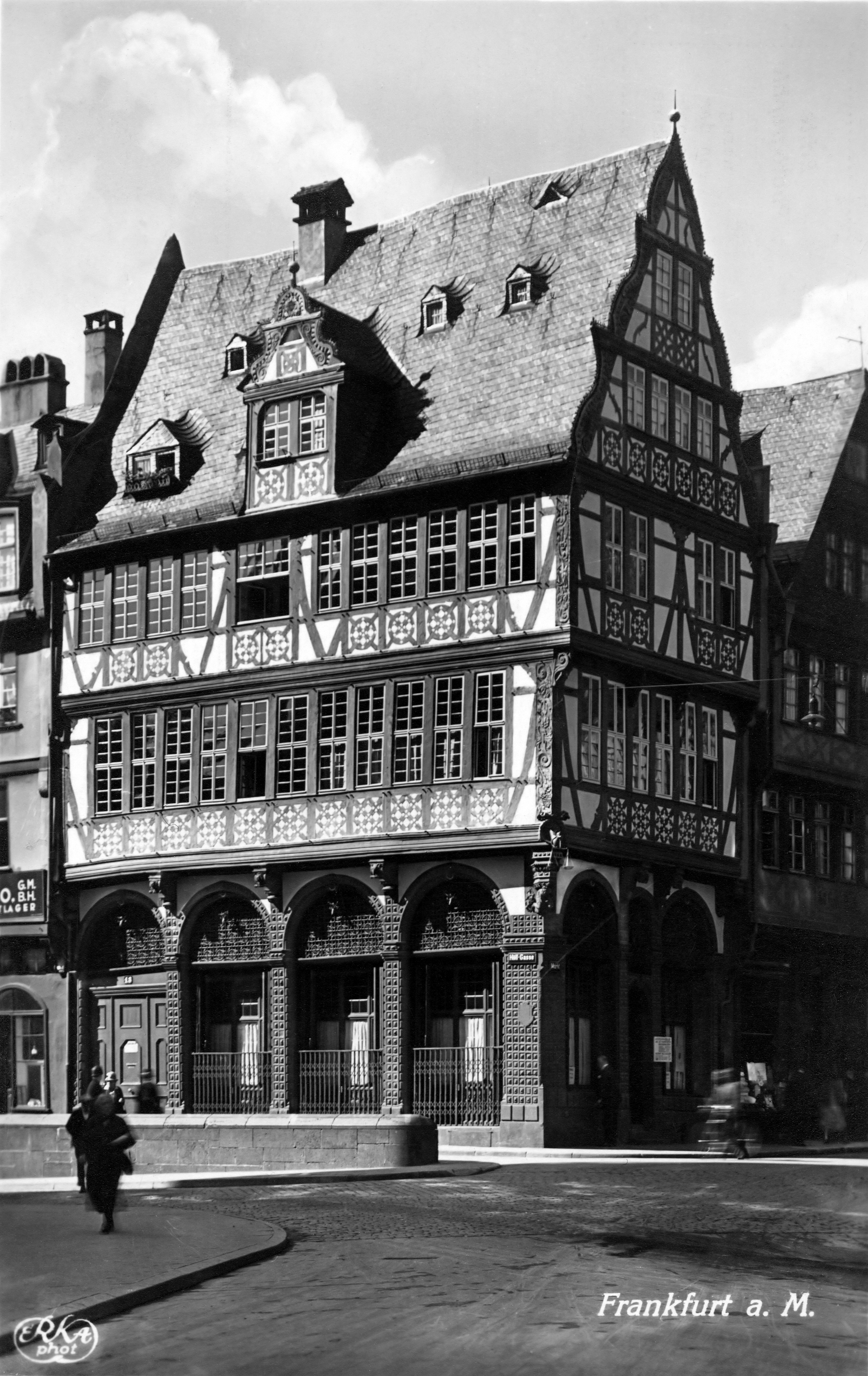
منزل الميزان الذهبي عام 1920

منزل الميزان الذهبي (بالألمانية: Haus Zur Goldenen Waage)‏ كان منزلاً قديماً مغطى بالخشب، يقع في شارع السوق القديم (Markt) بمدينة فرانكفورت، ألمانيا. بني عام 1618 لتاجر من آخن يدعى أبراهام فون هاميل، وقد كان المنزل موجوداً في موقع بيتين سابقين بنيا في القرون الوسطى. بعد ذلك تبادل ملكيته العديد من الأشخاص حتى أصبح ملكاً للمتحف التاريخي في عام 1898. في عام 1944 دمر بواسطة القنابل، ولم يعاد بناؤه حتى الآن.
العديد من الأجزاء لا تزال غير متضررة، بما في ذلك الأجزاء الداخلية والسقف. اشتهر المنزل بوجود حديقة سطحية. كان يعتبر من أشهر المنازل المغطاة بالخشب في مدينة فرانكفورت.